# 空対地ミサイル

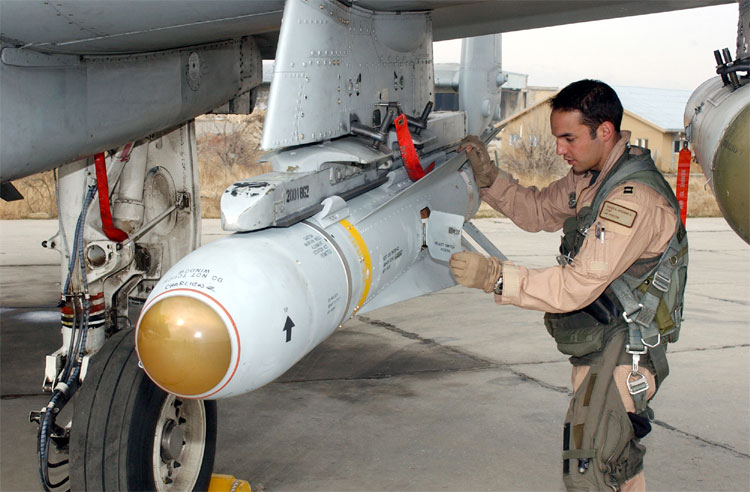
A-10 サンダーボルトIIに搭載されるAGM-65 マーベリック空対地ミサイル

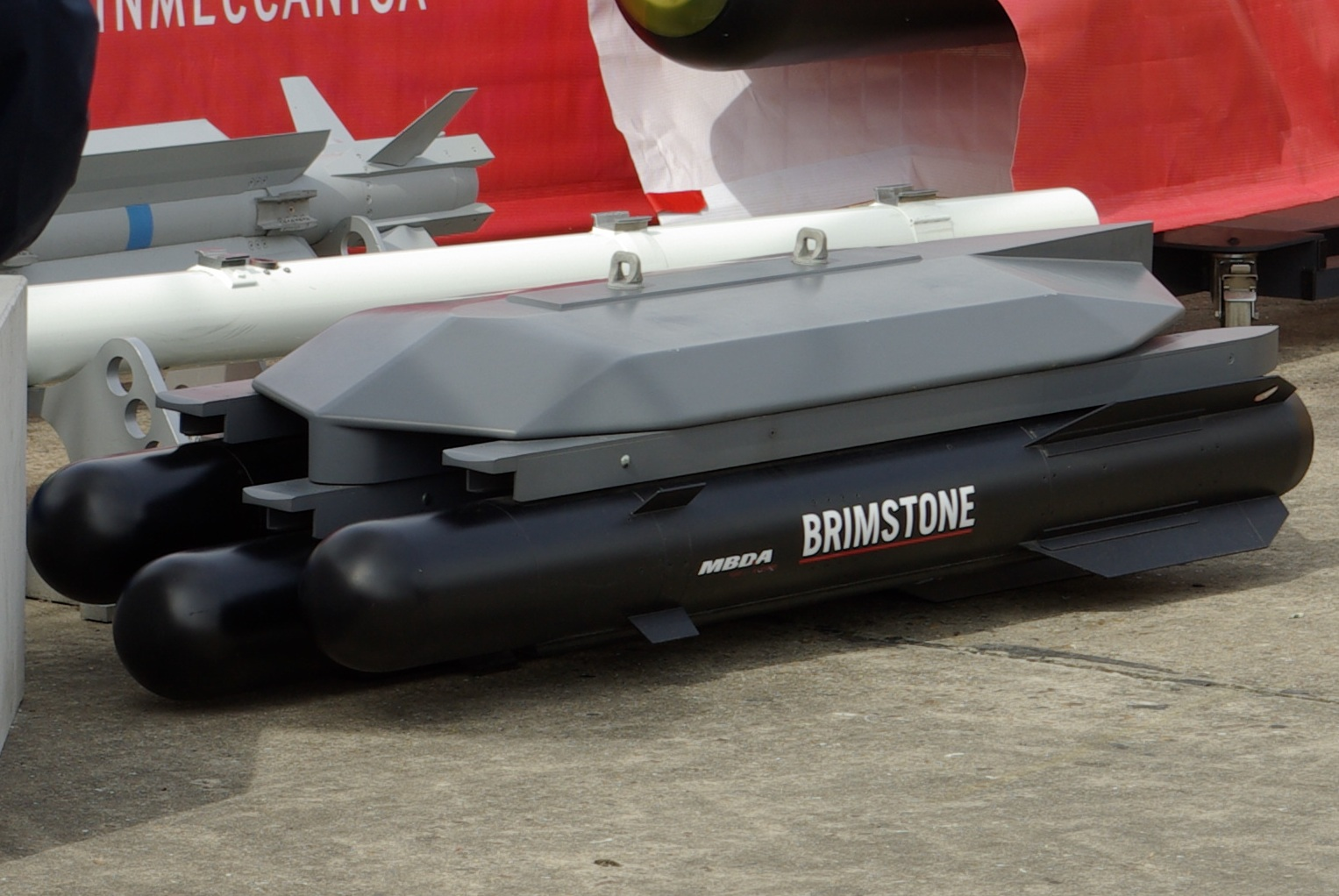
ファイア・アンド・フォーゲット機能を持ったブリムストーン対戦車ミサイル

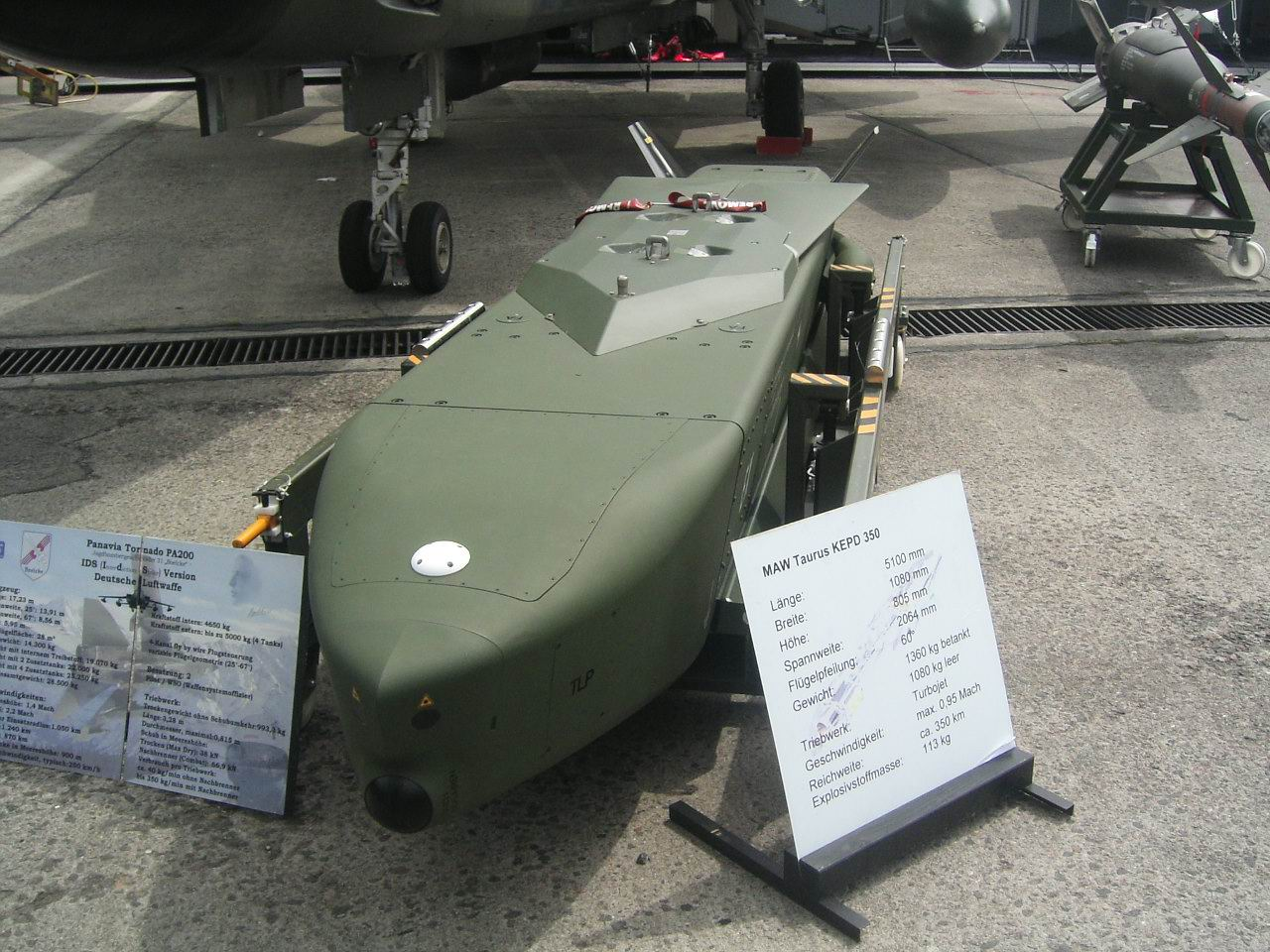
KEPD 350空対地巡航ミサイル

空対地ミサイル（くうたいちミサイル、英語: air-to-surface missile, ASM / air-to-ground missile, AGM）は、射程によらず空中から発射され、地上の目標に対して撃たれるミサイル。
ただし、アメリカ軍では推進装置のないAGM-62 ウォールアイやAGM-154 JSOWなども空対地ミサイルに分類しており、誘導爆弾との定義の境界は曖昧である。
空中で発射される対戦車ミサイルなどもこれに入る。また、空対艦ミサイルがこの部類に入る事もある。

## 歴史

### 起源
航空機が開発され、初めて兵器として使用された第一次世界大戦の敗戦国であるドイツは、兵器の開発を大きく制限されていた。しかし、制限の対象となったものは第一次大戦に存在した兵器、つまり火砲・航空機・艦船などであったが、ロケットについてはまったく制限が無かった。第一次大戦では飛行船攻撃に使用された以外はさしたる使い道はなく、ほとんど未開拓の兵器であったからである。これに目をつけたドイツ国防軍はロケット技術の開発を進めることになる。
そして生み出されたのが世界初の弾道ミサイル「V2ロケット」であり、世界初のロケット戦闘機「Me163」であった。ドイツの開発はそれだけに止まらず、航空機から艦船を攻撃するための有力な兵器開発も行っていた。そして生み出されたのが世界初の動力付き誘導爆弾「Hs293」である。これは発射後ミサイル尾部の噴射炎を目視しながら標的まで手動で誘導するという第一世代の対戦車ミサイルのような方式で、第二次世界大戦中に唯一完成した動力付き誘導爆弾であり、初の空対地および空対艦ミサイルである。通常弾頭であり速度もあまり速くなく装甲のある軍艦に対する効果が低く、母機が誘導中に対空砲火に曝される危険があったため、主に輸送船攻撃に用いられている。

### 発展
戦後、このドイツの遺産は戦勝国に持ち帰られ、さらに発展を遂げていく。最初の成功作を出したのは1955年に完成したアメリカのAGM-12 ブルパップ（ASM-N-7）である。これは手動操縦の無線誘導式で、形状などが洗練されている点を除けば、ドイツのHs293とほとんど同一方式である。同年にフランスも成功作、SS.10を開発した。これも基本はドイツのミサイルシステムが元である。
アメリカはブルパップに次いでAGM-62 ウォールアイを実用化する。これは推進装置が無いため厳密にはミサイルではないが、TV誘導方式を実用化した点が特筆である。これによってブルパップが持っていた、誘導が難しいという弱点を解決するようになった。
一方、1958年にはスウェーデンがRb04Cを開発する。これは世界初のアクティブレーダー誘導方式を採用したものである。その後このミサイルの子孫であるRb04Eが開発された。

## 現在
現在では、ミサイルが対象とする目標の種別により、以下のようなカテゴリに細分化されて扱われることが多くなった。ただし、このカテゴリは必ずしも厳密なものではなく、同じミサイルでも派生型で対艦用と対地上用や対戦車用など複数種類の目標に使えるものもある。
また小型無人機（ドローン）の発達により、遠隔操作による対地目標の攻撃にも使用されている。精密誘導によりピンポイントでの暗殺なども行われている。
- 空対艦ミサイル
- 対戦車ミサイル
- 対レーダーミサイル
- 対地ミサイル（空中発射巡航ミサイル含む）

### 現代の代表的な空対地ミサイル
- AGM-86 ALCM（空中発射巡航ミサイル）
- AGM-65 マーベリック（対戦車、対艦など多目的に使用可能な対地ミサイル）
- AGM-88 HARM （対レーダーミサイル）
- AGM-84 SLAM （ハープーンの改造型空対地ミサイル）
- ブリムストーン(対戦車ミサイル)
- ストーム・シャドウ(空中発射巡航ミサイル)
- KEPD-350（英語版） タウルス (ミサイル)（ドイツ語版）（空中発射巡航ミサイル）
- Kh-47M2 キンジャール（空中発射弾道ミサイル）